# Hampsonodes ferrealis
Hampsonodes ferrealis är en fjärilsart som beskrevs av George Francis Hampson 1918. Hampsonodes ferrealis ingår i släktet Hampsonodes och familjen nattflyn. Inga underarter finns listade i Catalogue of Life.